# Rosa platyacantha
Rosa platyacantha — вид рослин з родини трояндових (Rosaceae); поширений у центральній частині Азії.

## Біоморфологічна характеристика
Кущ невеликий, заввишки 1–2 метри. Гілочки розлогі, міцні, голі; колючки рясні, жовті, прямі або вигнуті, до 8 мм, тверді, плоскі, розширюються до широкої еліптичної основи. Листки включно з ніжками 3–5 см; прилистки здебільшого прилягають до ніжки, вільні частини ланцетні, залозисті пилчасті; остови й ніжки залозисті в молодому віці; листочків 5–7(9), майже кулясті, обернено-яйцюваті або довгасті, 8–15 × 5–10 мм; основа широко клиноподібна або майже округла, край 4–6-пилчастий у верхній частині, цілий знизу, верхівка округло-тупа. Квітки поодинокі, або 2 або 3, пахвові, 3–5 см у діаметрі. Чашолистків 5, ланцетні. Пелюсток 5, жовті, зворотно-яйцюваті, основа клиноподібна, верхівка виїмчаста. Цинародії темно-червоні або пурпурно-коричневі, кулясті або яйцюваті, ≈ 1 см у діаметрі, блискучі, зі стійкими випростаними чашолистками. Період цвітіння: травень — серпень; період плодоношення: серпень — листопад.

## Поширення й умови зростання
Поширення включає Казахстан, Киргизстан, Монголію, Таджикистан, Туркменістан, Сіньцзян. Населяє ліси, узлісся лісів, чагарник, береги потоків, посушливі схили, необроблені поля; на висотах 1100–1800 метрів.